# Birth of the Blues
Birth of the Blues is een Amerikaanse muziekfilm uit 1941 onder regie van Victor Schertzinger. Destijds werd de film in Nederland uitgebracht onder de titel St. Louis Blues.

## Verhaal
Als kind hangt Jeff Lambert rond bij de zwarte dokwerkers van New Orleans. Tot ontzetting van zijn vader leert hij er jazzmuziek spelen op zijn klarinet. Enkele jaren later heeft hij zijn eigen jazzorkest met kornettist Memphis, trombonist Pepper en zangeres Betty Lou Cobb. Jeff en Memphis worden allebei verliefd op Betty Lou.

## Rolverdeling
| Acteur           | Personage       |
| ---------------- | --------------- |
| Bing Crosby      | Jeff Lambert    |
| Mary Martin      | Betty Lou Cobb  |
| Brian Donlevy    | Memphis         |
| Carolyn Lee      | Tante Phoebe    |
| Eddie Anderson   | Louey           |
| J. Carrol Naish  | Blackie         |
| Warren Hymer     | Limpy           |
| Horace McMahon   | Wolf            |
| Ruby Elzy        | Ruby            |
| Jack Teagarden   | Pepper          |
| Danny Beck       | Deek            |
| Harry Barris     | Suds            |
| Perry Botkin sr. | Leo             |
| Minor Watson     | Henri Lambert   |
| Harry Rosenthal  | Pianist         |
| Donald Kerr      | Skeeter         |
| Barbara Pepper   | Maizie          |
| Cecil Kellaway   | Granet          |
| Ronnie Cosby     | Jeff als kind   |
| Ted Lewis        | Ted Lewis       |
| Duke Ellington   | Duke Ellington  |
| Louis Armstrong  | Louis Armstrong |
| Tommy Dorsey     | Tommy Dorsey    |
| Jimmy Dorsey     | Jimmy Dorsey    |
| Benny Goodman    | Benny Goodman   |
| Paul Whiteman    | Paul Whiteman   |

## Prijzen en nominaties
| Jaar | Prijs  | Categorie              | Genomineerde(n)     | Uitslag     |
| ---- | ------ | ---------------------- | ------------------- | ----------- |
| 1941 | Oscars | Beste originele muziek | Robert Emmett Dolan | Genomineerd |

## Filmmuziek
- The Birth of the Blues
- At a Georgia Camp Meeting
- St. James Infirmary Blues
- The Memphis Blues
- By the Light of the Silvery Moon
- Tiger Rag
- Waiting at the Church
- Cuddle up a Little Closer, Lovey Mine
- Wait 'Till the Sun Shines, Nellie
- The Trick to the Blues
- After the Ball
- Shine
- My Melancholy Baby
- The Waiter and the Porter and the Upstairs Maid
- Saint Louis Blues